# Grenjáður Hráppsson
Grenjáður Hrappsson (n. 910) foi um explorador víquingue e um dos primeiros colonizadores de Suður-Þingeyjarsýsla na Islândia. A sua figura histórica é mencionada na saga de Reykdæla ok Víga-Skútu, e na saga Ljósvetninga. Foi irmão de Geirleifur Hráppsson, ambos filhos do explorador norueguês Hráppur (n. 885) também colono em Hagi, Vestur-Barðastrandarsýsla.